# النجم للإنتاج الفني
النجم للإنتاج الفني هي شركة سورية تعمل في صناعة الرسوم المتحركة ذات التوجه التربوي الهادف مع الحرص على الطابع الشرقي العربي، الذي يعزز القيم الأسرية ضمن إطار ترفيهي وأسلوب فني عالي الجودة ومنافس عالمياً وتعتمد الشركة، بالدرجة الأولى على الخبرات العربية، تأسست في عام 1997 ومديرها العام هو تحسين المزيك.

## جوائز
- مهرجان الولايات المتحدة International Family Film Festival – California
- مهرجان الولايات المتحدة New York International Independent Film & Video Festival
- مهرجان الولايات المتحدة The Chicago International Children’s Film Festival
- مهرجان إيطاليا International Independent Film & Video Festival
- مهرجان فرنسا - كان MIPCOM
- مهرجان الدولي الأول Islamic country
- مهرجان القاهرة الدولي Kids Cinema
- مهرجان الخليج للإنتاج الإذاعي والتلفزيوني

## من أهم منتجاتها
- الجرة: حكاية من الشرق
- حكايات باح يا باح
- خمسة شارع الأصدقاء
- السراج المنير
- توته توته